# Liatongus fairmairei
Liatongus fairmairei är en skalbaggsart som beskrevs av Antoine Boucomont 1921. Liatongus fairmairei ingår i släktet Liatongus och familjen bladhorningar. Inga underarter finns listade i Catalogue of Life.